# Sint-Johannes Geboortekerk (Nieuwkuijk)

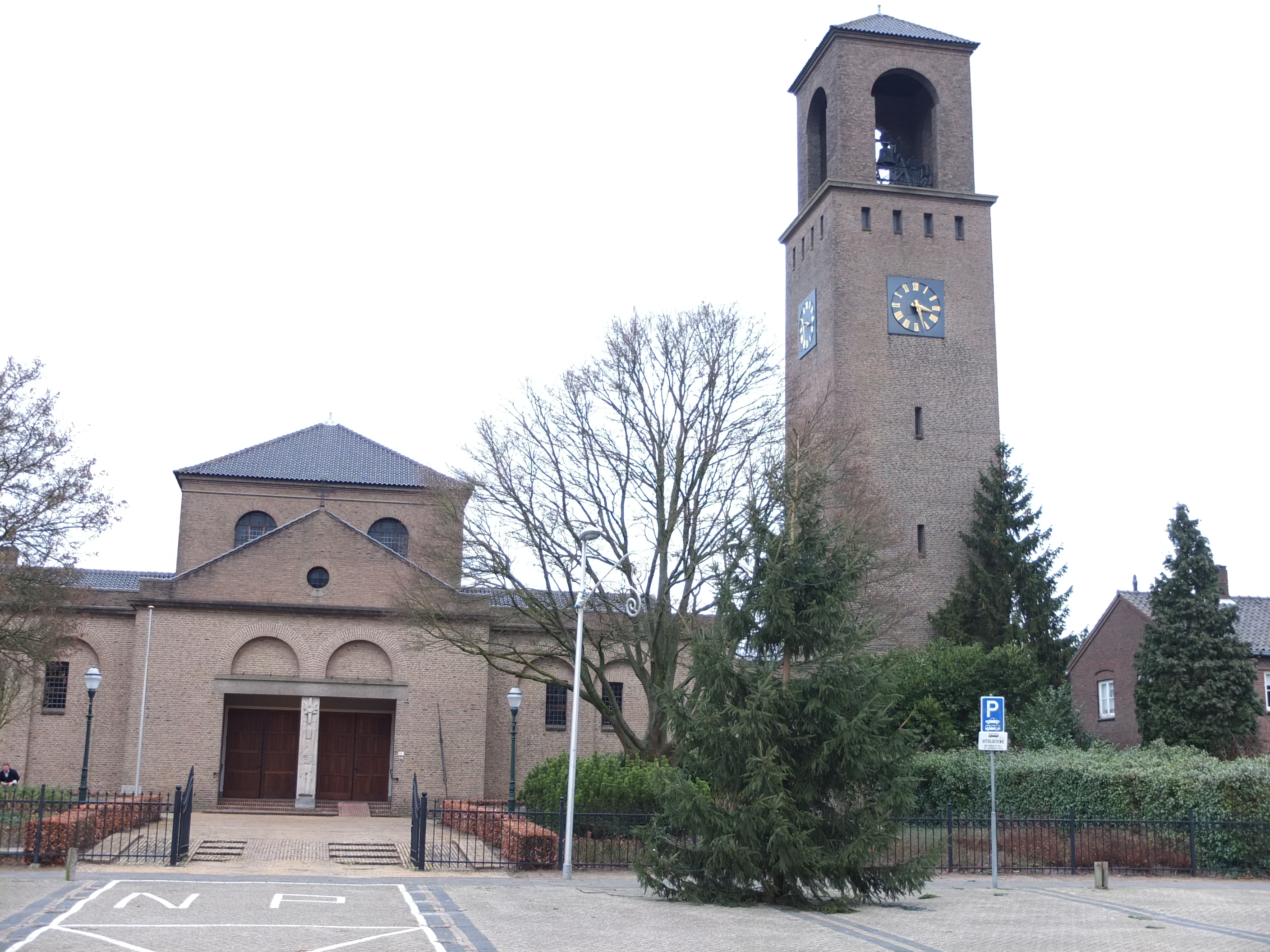
Sint-Johannes Geboortekerk

De Sint-Johannes Geboortekerk is de parochiekerk van de tot de Noord-Brabantse gemeente Heusden behorende plaats Nieuwkuijk, gelegen aan de Nieuwkuijksestraat 94.

## Geschiedenis
Nieuwkuijk was een klein dorp dat een middeleeuwse kapel bezat. In de loop van de 19e eeuw kende het dorp een sterke groei, onder meer door de schoenenindustrie. Van 1873-1878 werd een daarom een neogotische kerk gebouwd naar ontwerp van Carl Weber. Dit was de Sint-Jan de Doperkerk. De voorgebouwde toren werd in 1878 gebouwd maar tijdens de bouw werd hij getroffen door de bliksem. In 1944 werd de kerk door de Engelsen beschoten en later door de Duitsers in brand gestoken.
In 1955 werd een nieuwe kerk gebouwd op de plaats van de oude, nu gewijd aan Sint-Johannes Geboorte. Deze werd ontworpen door Hans van der Laan en W.A.J. Hansen in de stijl van de Bossche School en wel de historiserende basilicastijl.

## Gebouw
Het betreft een bakstenen kerkgebouw met naastgebouwde klokkentoren en een vierkante verhoogde kerkzaal gedekt door een tentdak. Het ingangsportiek wordt bekroond met een driehoekig fronton.